# Jill de Jong
Jill de Jong (född 2 februari 1982) är en fotomodell från Nederländerna. Hon blev år 2002 av Eidos utnämnd som förebild till den nya versionen av hjältinnan Lara Croft i spelserien Tomb Raider.